# 多功能事務機

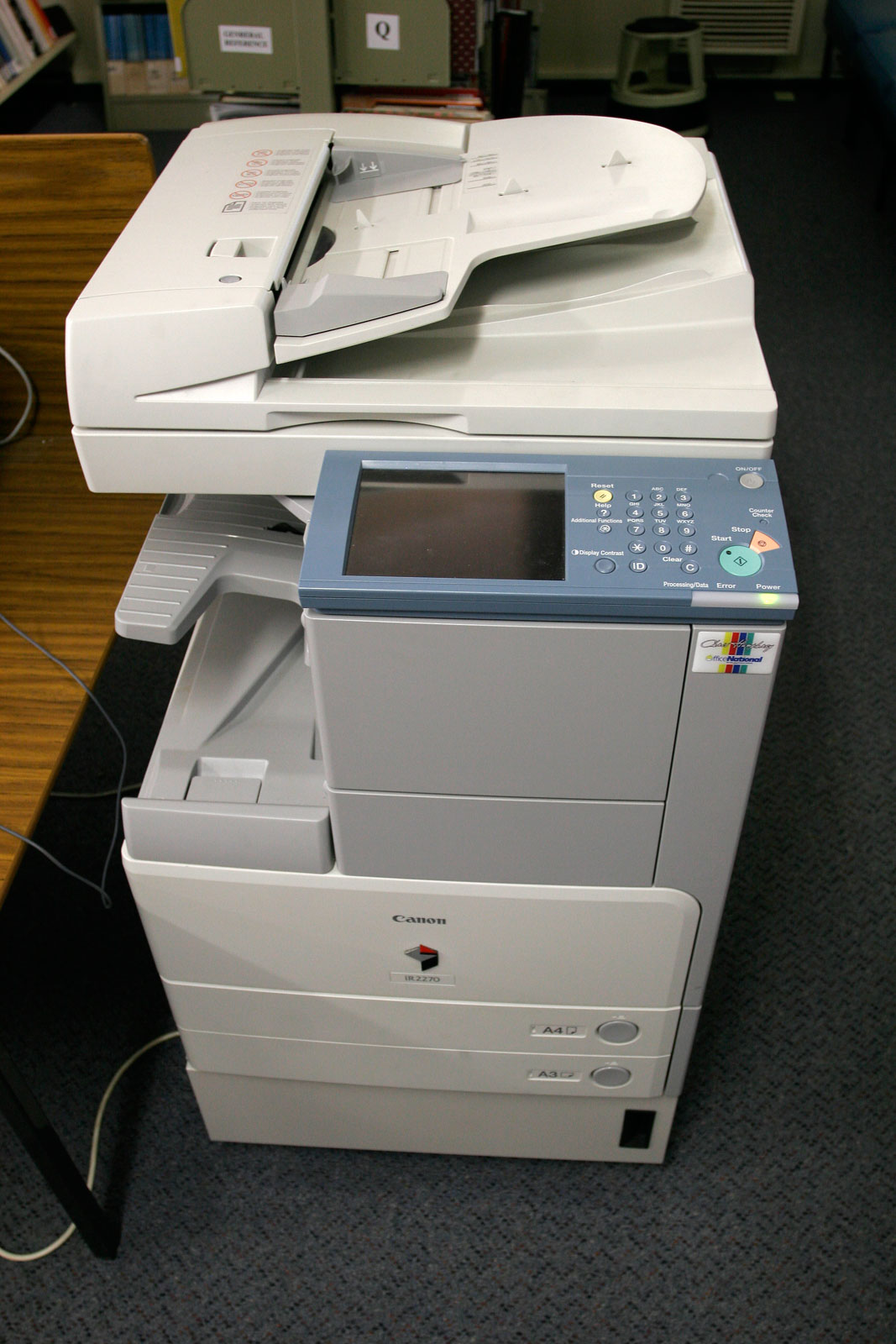
多功能事務機

多功能事務機（英語：Multi Function Product / Printer / Peripheral，简称MFP），又稱複合機，是一種辦公室自動化的設備，整合了下列機器的功能在一部設備上：
- 影印機
- 傳真機
- 掃瞄器
- 印表機

企業內多功能事務機主要以管理部門或總務部門主要負責單位，採購方式多以租賃方式，視商務條件洽談合約年限，商務條件包含月租金與印量費用。多數企業開始簡視費用的合理性，並整合門禁卡或帳號進行扣管。近年來因物聯網興起，資訊高度敏感的產業，更重視多功能事務機與內部網路連結的安全性，並開始將多功能事務機視為資訊設備，並要求管理部門租賃多功能事務機需邀請資訊部一起評估。